# Provinz Asunción

Karte der Provinz Asunción

Die Provinz Asunción ist eine der 20 Provinzen, die die Verwaltungsregion Ancash in Peru bilden. In dem 528,66 km² großen Gebiet lebten im Jahr 2017 7378 Menschen. Im Jahr 1993 lag die Einwohnerzahl bei 9846, im Jahr 2007 bei 9054. Verwaltungssitz ist Chacas.

## Geographische Lage
Die Provinz Asunción befindet sich an der Ostflanke der Cordillera Blanca, die einen vergletscherten Gebirgskamm der peruanischen Westkordillere darstellt. An der westlichen Provinzgrenze erhebt sich der 6395 m hohe Huantsán. Das Provinzgebiet erstreckt sich über das Einzugsgebiet des Flusses Río Acochaca, einem Zufluss des Río Yanamayo. Die Provinz Asunción grenzt im Norden an die Provinz Yungay, im Nordosten an die Provinz Carlos Fermín Fitzcarrald, im Südosten an die Provinz Huari sowie im Westen an die Provinz Carhuaz.

## Gliederung
Die Provinz Asunción besteht aus den folgenden beiden Distrikten (distritos). Der Distrikt Chacas ist Sitz der Provinzverwaltung.
| Distrikt | Verwaltungssitz |
| -------- | --------------- |
| Acochaca | Acochaca        |
| Chacas   | Chacas          |